# SN 1973I
SN 1973I – supernowa odkryta 6 kwietnia 1973 roku w galaktyce A131818-0656. W momencie odkrycia miała maksymalną jasność 20,50m.